# Jewgeni Romanowitsch Ustjugow
Jewgeni Romanowitsch Ustjugow (russisch Евгений Романович Устюгов, wiss. Transliteration Evgenij Romanovič Ustjugov; * 4. Juni 1985 in Krasnojarsk) ist ein ehemaliger russischer Biathlet. Aufgrund von Dopingvergehen wurden ihm die Olympiasiege 2010 im Massenstart und 2014 mit der Staffel aberkannt.

## Werdegang
Bei seinen ersten Juniorenweltmeisterschaften 2005 in Kontiolahti erreichte Ustjugow als beste Platzierung einen 12. Rang im Einzel. Ein Jahr später in Presque Isle gewann er die Titel in Einzel und in der Verfolgung sowie Silber mit der Staffel. Zudem verpasste er im Sprint eine weitere Medaille als Viertplatzierter. Den Staffeltitel gewann er im selben Jahr bei den Junioreneuropameisterschaften in Langdorf. Hinzu kamen dort ein 31. Rang im Einzel, Platz 12 im Sprint und Platz vier in der Verfolgung.
Zur Saison 2006/07 wechselte Ustjugow vom Junioren in den Männerbereich. Hier trat er im Biathlon-Europacup an. Sein erstes Rennen bestritt der Russe in Obertilliach, wo er Zwölfter im Sprint wurde. Im anschließenden Verfolgerrennen lief er bis auf Platz zwei vor. Schon zuvor startete er bei den Biathlon-Europameisterschaften 2007 in Bansko und wurde dort 20. im Sprint und in der Verfolgung sowie Fünfter mit der Staffel. Größter Erfolg wurde bislang der Gewinn des IBU-Cup-Sprintrennens in Martell in der 2008/09. Im Biathlon-Weltcup debütierte Ustjugow 2009 bei einem Staffelrennen in Oberhof. Mit der russischen Staffel lief er an der Seite von Maxim Tschudow, Dmitri Jaroschenko und Nikolai Kruglow als Startläufer auf den zweiten Platz. Die Staffel wurde später disqualifiziert, da Dmitri Jaroschenko des Dopings überführt wurde. Bei folgenden Sprint belegte er den 44. Rang und verpasste damit um vier Plätze seine ersten Weltcuppunkte. Diese gewann er im nächsten Rennen, einem Sprint in Ruhpolding, als 28.
Das Sprintrennen eine Woche später in Antholz beendete er als Achter zum ersten Mal auf einem einstelligen Platz. Zu Beginn der Saison 2009/10 stand Jewgeni Ustjugow mit Platz drei beim Sprint in Hochfilzen erstmals auf dem Siegerpodest und feierte eine Woche später in Pokljuka in der Verfolgung seinen ersten Weltcup-Sieg.
Alle Ergebnisse nach Januar 2010 wurden Ustjugow aufgrund seiner Dopingvergehen aberkannt. Dazu gehören der Sieg im Massenstart und die Bronzemedaille in der Staffel bei den Olympischen Winterspielen 2010 in Vancouver, der Gewinn der Massenstart-Weltcupwertung 2009/10, die Silbermedaillen in der Staffel und im Massenstart bei den Biathlon-Weltmeisterschaften 2011 in Chanty-Mansijsk sowie der Sieg mit der Staffel bei den Olympischen Winterspielen 2014 in Sotschi.
Nach der Saison 2013/14 beendete Ustjugow überraschend seine sportliche Karriere.

### Doping
Anfang Dezember 2018 wurde bekannt, dass die Internationale Biathlon-Union ein Dopingverfahren gegen Ustjugow aufgrund auffälliger Proben aus den Jahren 2012 bis 2015 eröffnet hat. Im Dezember 2019 nahmen Ermittler der Welt-Anti-Doping-Agentur (WADA) erneut Ermittlungen gegen Ustjugow sowie die Olympiasiegerin von 2010 Swetlana Slepzowa auf.
Im Februar 2020 wurde Ustjugow wegen einer positiven Dopingprobe auf Oxandrolon aus dem August 2013, die in der LIMS-Datenbank des Moskauer Dopinglabors gefunden worden war, nachträglich für zwei Jahre gesperrt und seine Ergebnisse aus der Saison 2013/14 (darunter der Olympiasieg in Sotschi) wurden annulliert. In einem separaten weiteren Verfahren wurde Ustjugow im Oktober 2020 aufgrund einer Auffälligkeit im Biologischen Pass für vier Jahre gesperrt und alle Ergebnisse ab dem 24. Januar 2010 (darunter der Olympiasieg in Vancouver) wurden annulliert.
Der Internationale Sportgerichtshof (CAS) bestätigte beide Entscheidungen 2024 im Berufungsverfahren. Ustjugow legte gegen die erste Entscheidung Revision beim Schweizer Bundesgericht ein, die 2025 abgewiesen wurde.